# Marchington River
Der Marchington River ist ein rechter Nebenfluss des English River in der kanadischen Provinz Ontario.
Der Marchington River hat seinen Ursprung im Conant Lake. Er fließt über eine Reihe von Seen, darunter Staunton Lake, Grebe Lake, Kashaweogama Lake, Fairchild Lake, Farrington Lake, Schist Lake, Kimmewin Lake, Stranger Lake, Marchington Lake und Botsford Lake, in überwiegend westlicher Richtung durch den Kanadischen Schild. In den Marchington Lake münden die wichtigen Zuflüsse Sturgeon River und North River. Schließlich mündet der Marchington River 8 km östlich von Sioux Lookout in den Abrams Lake, welcher vom English River durchflossen wird. Der Marchington River hat unterhalb des Marchington Lake einen mittleren Abfluss von 37 m³/s. Seine Länge beträgt ungefähr 150 km.